# Wauwatosa (Wisconsin)
Wauwatosa es una ciudad ubicada en el condado de Milwaukee en el estado estadounidense de Wisconsin. En el Censo de 2010 tenía una población de 46.396 habitantes y una densidad poblacional de 1.352,07 personas por km².

## Geografía
Wauwatosa se encuentra ubicada en las coordenadas 43°3′47″N 88°2′8″O / 43.06306, -88.03556. Según la Oficina del Censo de los Estados Unidos, Wauwatosa tiene una superficie total de 34.31 km², de la cual 34.3 km² corresponden a tierra firme y (0.03%) 0.01 km² es agua.

## Demografía
Según el censo de 2010, había 46.396 personas residiendo en Wauwatosa. La densidad de población era de 1.352,07 hab./km². De los 46.396 habitantes, Wauwatosa estaba compuesto por el 89.61% blancos, el 4.46% eran afroamericanos, el 0.3% eran amerindios, el 2.78% eran asiáticos, el 0.06% eran isleños del Pacífico, el 0.64% eran de otras razas y el 2.16% pertenecían a dos o más razas. Del total de la población el 3.13% eran hispanos o latinos de cualquier raza.